# AGS JH25
Az AGS JH25 egy Formula–1-es versenyautó, amelyet az AGS csapat tervezett és versenyeztetett az 1990-es Formula–1 világbajnokság során, valamint az 1991-es idényben JH25B típusmegjelöléssel. Pilótái 1990-ben Gabriele Tarquini és Yannick Dalmas voltak, 1991-ben pedig Tarquini mellett Stefan Johansson és Fabrizio Barbazza.

## Áttekintés
Zűrzavaros időszakban készült el az autó, ugyanis ekkor cserélt tulajdonost, ekkor tervezték, hogy új központba költöznek, és számos munkatárstól váltak meg és vettek fel helyettük másokat, akik nem jöttek ki jól egymással. Az elődmodell, a JH24 teljes kudarc volt, a prekvalifikáció sikerrel vételére is csak egyszer volt képes. A nehézségek miatt a JH25 csak késve, a szezon harmadik versenyén debütálhatott.
Elődjéhez képest karcsúbbra szabták, láthatóan keskenyebb oldaldobozai és kisebb légbeömlői voltak, és javítottak a hűtésen is. Továbbvitt néhány elemet, mint például a felfüggesztést és a váltóművet. Szóba került, hogy Guy Negre cége, az MGN lássa el a csapatot saját W12-es motorjaival, de azok teljesítménye oly csekély lett volna, hogy inkább maradtak a Ford-Cosworth-nél.
Debütálása nem volt túl sikeres: az öt legyártott kasztniból Dalmas rögtön az első teszt során totálkárosra tört egyet. Az eredmények sem jöttek, ugyanis sorozatban négy versenyen kiestek már a prekvalifikáció során, csak Dalmas tudott a hazai, francia futamon tizenhetedikként célba érni. Miután az idény második felénél az Onyx Monteverdi csapat visszalépett, így az AGS számára könnyebbséget jelentett, hogy automatikusan részt vehettek az időmérő edzésen. Számos esetben azonban így sem jutottak el a futamokig, ha pedig igen, akkor műszaki hibák miatt kiestek. Legjobb eredményük Dalmas kilencedik helye volt a spanyol nagydíjon, pontot nem szereztek.
1991-ben is ennek az autónak a módosított változatával vágott neki a csapat az idénynek. Tarquini mellé második pilótaként a tapasztalt Stefan Johansson érkezett. A komoly pénzügyi gondokkal küzdő istálló számára meglepetésszerű volt Tarquininek a szezonnyitó amerikai nagydíjon elért nyolcadik helyezése. A brazil nagydíjon eltört a felfüggesztése és kiesett, pedig ekkor is esélye lett volna egy jó eredmény elérésére. Johanssontól két futam után megvált a csapat, a helyére Fabrizio Barbazza került. A csapat körüli kaotikus helyzet (újabb tulajdonosváltás, pénzügyi gondok) nem segített, gyakorlatilag az idény hátralévő részén már a versenyre sem tudtak kvalifikálni. Barbazza az olasz nagydíjon versenyzett még ezzel a kasztnival, amit a JH27-es váltott.

## Eredmények
| Év   | Csapat                               | Kasztni | Motor             | Gumik | Pilóták           | 1   | 2   | 3   | 4   | 5   | 6   | 7   | 8   | 9   | 10  | 11  | 12  | 13  | 14  | 15  | 16  | Pontok | Helyezés |
| ---- | ------------------------------------ | ------- | ----------------- | ----- | ----------------- | --- | --- | --- | --- | --- | --- | --- | --- | --- | --- | --- | --- | --- | --- | --- | --- | ------ | -------- |
| 1990 | Automobiles Gonfaronnaises Sportives | JH25    | Ford-Cosworth DFR | G     |                   | USA | BRA | SMR | MON | CAN | MEX | FRA | GBR | GER | HUN | BEL | ITA | POR | ESP | JPN | AUS | 0      | -        |
| 1990 | Automobiles Gonfaronnaises Sportives | JH25    | Ford-Cosworth DFR | G     | Gabriele Tarquini |     |     | NPK | NPK | NPK | NPK | NK  | KI  | NPK | 13  | NK  | NK  | NK  | KI  | NK  | KI  | 0      | -        |
| 1990 | Automobiles Gonfaronnaises Sportives | JH25    | Ford-Cosworth DFR | G     | Yannick Dalmas    |     |     | NPK | NPK | NPK | NPK | 17  | NPK | NK  | NK  | NK  | KI  | KI  | 9   | NK  | NK  | 0      | -        |
| 1991 | Automobiles Gonfaronnaises Sportives | JH25B   | Ford-Cosworth DFR | G     |                   | USA | BRA | SMR | MON | CAN | MEX | FRA | GBR | GER | HUN | BEL | ITA | POR | ESP | JPN | AUS | 0      | -        |
| 1991 | Automobiles Gonfaronnaises Sportives | JH25B   | Ford-Cosworth DFR | G     | Gabriele Tarquini | 8   | KI  | NK  | KI  | NK  | NK  | NK  | NK  | NK  | NPK | NPK |     |     |     |     |     | 0      | -        |
| 1991 | Automobiles Gonfaronnaises Sportives | JH25B   | Ford-Cosworth DFR | G     | Fabrizio Barbazza |     |     | NK  | NK  | NK  | NK  | NK  | NK  | NPK | NPK | NPK | NPK |     |     |     |     | 0      | -        |
| 1991 | Automobiles Gonfaronnaises Sportives | JH25B   | Ford-Cosworth DFR | G     | Stefan Johansson  | NK  | NK  |     |     |     |     |     |     |     |     |     |     |     |     |     |     | 0      | -        |

## Forráshivatkozások
1. ↑  Az AGS-sztori… (magyar nyelven). Napi F1 sztori, 2020. április 3. (Hozzáférés: 2025. február 26.)